# Villa du Mont-Gallien
La villa du Mont-Gallien est une villa située à Cugand, en France.

## Localisation
La maison est située sur la commune de Cugand, dans le département de la Vendée.

## Historique
Le Mont-Gallien est aménagée par l'industriel Jacques Blanchard, propriétaire de la papeterie d'Antières.
Le monument est inscrit au titre des monuments historiques en 1997.